# Artur Zawisza (polityk)
Artur Wojciech Zawisza (ur. 30 marca 1969 w Lublinie) – polski polityk skrajnej prawicy i przedsiębiorca biogazowy, poseł na Sejm IV i V kadencji.
Sekretarz generalny Zjednoczenia Chrześcijańsko-Narodowego w latach 1998–2000. Współzałożyciel Przymierza Prawicy w 2001, Prawicy Rzeczypospolitej w 2007, Ruchu Narodowego w 2012 i Federacji dla Rzeczypospolitej w 2014. Wiceprezes Libertas Polska w 2009, partii Ruch Narodowy w latach 2014–2018 i Federacji dla Rzeczypospolitej w latach 2018–2019. Prezes zarządu Unii Producentów i Pracodawców Przemysłu Biogazowego (UPEBBI) od 2021.

## Życiorys

### Pochodzenie rodzinne
Jego ojciec, Jerzy, był żołnierzem Armii Krajowej na terenie Pojezierza Łęczyńsko-Włodawskiego w 1944 i członkiem powojennego podziemia antykomunistycznego. Jego matka (zm. 1983) została pochowana w ewangelickiej części cmentarza przy ul. Lipowej w Lublinie.

### Kariera polityczna
W latach 1984–1988 podczas nauki w II Liceum Ogólnokształcącym im. Hetmana Jana Zamoyskiego w Lublinie Zawisza był instruktorem podziemnego Stowarzyszenia Harcerstwa Katolickiego. Studiował polonistykę i filozofię na Katolickim Uniwersytecie Lubelskim, w 1993 ukończył pierwszy z tych kierunków (praca magisterska pt. Historiozofia w prozie historycznej Teodora Jeske-Choińskiego). W czasie studiów był prezesem Akademickiego Klubu Myśli Społeczno-Politycznej „Vade Mecum”, do którego wstąpił w 1988. Pod wpływem poznanego w Vade Mecum Wiesława Chrzanowskiego, założyciela i pierwszego prezesa Zjednoczenia Chrześcijańsko-Narodowego (ZChN), dołączył do tworzącej się wówczas partii. Współpracował z Włodzimierzem Blajerskim, pierwszym prezesem lubelskiego ZChN, który przygotowywał go na swojego następcę. Nawiązał również kontakt z Derekiem Hollandem, czołowym ideologiem tercerystycznej frakcji Międzynarodowa Trzecia Droga, wyłonionej w 1989 z neofaszystowskiego Brytyjskiego Frontu Narodowego.
W 1995 został asystentem przewodniczącego Krajowej Rady Radiofonii i Telewizji Marka Jurka, z którym tworzył „frakcję fundamentalistyczną” w ZChN. W 1997 Tadeusz Rydzyk zaproponował mu stanowisko redaktora naczelnego „Naszego Dziennika”, którego jednak Zawisza ostatecznie nie otrzymał.
W latach 1997–1999 pełnił funkcję dyrektora gabinetu politycznego Wiesława Walendziaka (szefa Kancelarii Prezesa Rady Ministrów w rządzie Jerzego Buzka). Od 1998 do 2000 był sekretarzem generalnym Zjednoczenia Chrześcijańsko-Narodowego, wszedł także z ramienia partii jako doradca do zarządu Powszechnego Towarzystwa Emerytalnego PZU. W 2001 został doradcą Ministra Kultury i Dziedzictwa Narodowego Kazimierza Michała Ujazdowskiego. W tym okresie zasiadał w zarządzie fundacji Crescendum Est Polonia, której fundatorem był miliarder Aleksander Gudzowaty.
W 2001 przeszedł ze Zjednoczenia Chrześcijańsko-Narodowego do Przymierza Prawicy, które współtworzył z Jurkiem, Ujazdowskim, Walendziakiem, Mariuszem Kamińskim, Michałem Kamińskim, Kazimierzem Marcinkiewiczem i Marianem Piłką. W tym samym roku został też wybrany na posła na Sejm IV kadencji z ramienia Prawa i Sprawiedliwości w okręgu podwarszawskim. Po zjednoczeniu Przymierza Prawicy z Prawem i Sprawiedliwością (2 czerwca 2002) powołano go w skład władz krajowych tej partii. 18 stycznia 2003 na zjeździe partii razem z mniejszością działaczy opowiedział się przeciw uchwale wzywającej do głosowania za wstąpieniem do Unii Europejskiej w referendum. W IV kadencji Sejmu był członkiem Komisji Gospodarki i Komisji Finansów Publicznych oraz przewodniczącym Polsko-Irlandzkiej Grupy Parlamentarnej.
W wyborach parlamentarnych w 2005 ponownie uzyskał mandat poselski z okręgu podwarszawskiego z listy Prawa i Sprawiedliwości. Od 9 listopada 2005 do 6 czerwca 2006 był przewodniczącym sejmowej Komisji Gospodarki. 12 maja 2006 został przewodniczącym komisji śledczej ds. banków i nadzoru bankowego. W marcu 2007 domagał się od ministra sprawiedliwości Zbigniewa Ziobry ścigania antyfaszystów, którzy zakłócili odbywający się pod rasistowskimi hasłami wiec Narodowego Odrodzenia Polski, Zadrugi i neonazistowskiej grupy Krew i Honor we Wrocławiu. 19 kwietnia 2007 zadeklarował odejście z Prawa i Sprawiedliwości wraz z Jurkiem i Małgorzatą Bartyzel po odrzuceniu przez Sejm projektu poprawki konstytucyjnej wprowadzającej „ochronę życia ludzkiego od poczęcia”, dzień później przystąpił do nowo tworzonej partii pod nazwą Prawica Rzeczypospolitej. 15 maja tego samego roku został odwołany głosami koalicji z funkcji przewodniczącego komisji śledczej.
W przedterminowych wyborach w dniu 21 października 2007 bez powodzenia ubiegał się o reelekcję, kandydując z pierwszego miejsca podwarszawskiej listy Ligi Polskich Rodzin (w ramach porozumienia wyborczego Liga Prawicy Rzeczypospolitej).
W marcu 2009 został wiceprezesem partii Libertas Polska, założonej przez irlandzkiego biznesmena Declana Ganleya, a później kandydatem tego ugrupowania w wyborach do Parlamentu Europejskiego w okręgu wyborczym Warszawa. Komitet nie przekroczył progu wyborczego, a sam Artur Zawisza otrzymał 4174 głosy.
W 2012 współtworzył Ruch Narodowy, zasiadł w powołanej w 2013 jego radzie decyzyjnej. W wyborach do Parlamentu Europejskiego w 2014 otwierał listę Komitetu Wyborczego Wyborców Ruch Narodowy w okręgu śląskim, otrzymując 5450 głosów. Komitet nie przekroczył progu wyborczego. W wyborach samorządowych w tym samym roku kandydował do sejmiku mazowieckiego, gdzie RN również nie uzyskał mandatów. Został wiceprezesem powołanej w grudniu 2014 partii RN oraz powołanego w maju 2015 Stowarzyszenia Chrześcijańsko-Narodowego. Kilka lat później odszedł z Ruchu Narodowego. W 2018 współtworzył Federację dla Rzeczypospolitej, zostając jej wiceprezesem, jednak we wrześniu 2019 został odwołany z tej funkcji i zakończył współpracę z ugrupowaniem.

### Działalność pozarządowa
Został wiceprezesem zarządu lokalnego Radia Hobby. Należy do Klubu Zachowawczo-Monarchistycznego (od początku lat 90.) i do Ligi Narodowo-Konserwatywnej. Pełni funkcję przewodniczącego rady programowej Stowarzyszenia na rzecz Swobód Obywatelskich, które wydaje kwartalnik historyczny „Glaukopis”. W 2008–2011 był prezesem, a później wiceprezesem Związku Żołnierzy Narodowych Sił Zbrojnych; został usunięty z funkcji wyrokiem Sądu Rejonowego dla miasta stołecznego Warszawy, a członkowie Związku zarzucili mu m.in. zadłużenie organizacji i przyjęcie 20,000 zł od firmy Zbigniewa Stonogi pod szyldem związku w 2015. Od 2010 jest wiceprezesem Polskiego Komitetu Budowy Pomnika Żołnierzy Narodowych Sił Zbrojnych, na czele którego stoi Jan Żaryn. W 2011 wszedł obok córki gen. Tadeusza Wileckiego, Beaty, do rady nadzorczej założonego wówczas przez Ryszarda Oparę portalu informacyjno-publicystycznego „Nowy Ekran”, propagującego treści antysemickie.
Od 2011 uczestniczy w organizacji „Marszu Niepodległości”, któremu przypisuje rolę ogólnonarodowego ruchu kontrkulturowego o charakterze kontrrewolucyjnym. Wskazywał także na użyteczność form samopomocowych Bractwa Muzułmańskiego dla celów ruchu neofaszystowskiego w Polsce (ONR).
Od 2015 pełni funkcję skarbnika rady w Federacji Stowarzyszeń Weteranów i Sukcesorów Walk o Niepodległość Rzeczypospolitej Polskiej. Federacja została założona w 2001 przez wywodzącego się z Konfederacji Narodu i Stowarzyszenia „Pax” gen. Stanisława Karolkiewicza na podłożu nieufności politycznej do Związku Kombatantów Rzeczypospolitej Polskiej i Byłych Więźniów Politycznych. Zrzeszała w 2016 8 tys. kombatantów w trzynastu organizacjach.
Jest prezesem i założycielem Stowarzyszenia Klubu Narodowej Myśli Politycznej „Votum” (2013), którego celem jest „podtrzymywanie i upowszechnianie katolickiej myśli społecznej” i „tradycji narodowo-demokratycznej”, a także Fundacji „Patriotyzm i Wolność” (2021), do której celów należy „propagowanie (...) związku katolicyzmu i polskości”, „wzmacnianie instytucji małżeństwa i rodziny”, „służąca wolnemu rynkowi deregulacja prawna”, „zmniejszanie obciążeń podatkowych”, „ochrona własności prywatnej i działanie na rzecz zwrotu własności odebranej wbrew zasadom sprawiedliwości”, „wspomaganie transformacji energetycznej uwzględniającej polski interes narodowy” oraz „ochrona interesów polskiej wsi”.

### Działalność gospodarcza
Co najmniej od 2010 zajmuje się zakładaniem i rozwojem biogazowni. Jest współwłaścicielem i od 2020 członkiem zarządu firmy Green Energy Europe, prezesem firm Szafir Energy (od 2013), Biogaz (od 2015) i Biogazownie (od 2019), a także członkiem zarządu i udziałowcem innych spółek w tym sektorze. Pełni również od 2019 funkcję prezesa firmy medialnej Dobra Spółka.
Jego najbliższymi partnerami biznesowymi są:
- Wiesław Różański – prezes Unii Producentów i Pracodawców Przemysłu Mięsnego, UPEMI, od 2006; ekspert w Radzie Dialogu Społecznego przy Ministerstwie Rolnictwa i Rozwoju Wsi i w zespołach branżowych Agencji Restrukturyzacji i Modernizacji Rolnictwa[20][21],
- Beata Matecka – prezeska grupy kapitałowej Business Consulting Group od 2005, spółki Polskie Technologie Biogazowe od 2020 i innych spółek[22][23][24],
- Sylwia Koch-Kopyszko – była prezeska zarządu Unii Producentów i Pracodawców Przemysłu Biogazowego, UPEBBI, 2012–2021; prezeska Polskiego Stowarzyszenia Elektromobilności od 2017 i Stowarzyszenia „Zielony Gaz dla Klimatu” od 2021[25].

Zawisza należy obok nich do wspólników firmy handlowej Continental Enterprise, kierowanej przez Annę Różańską, w której posiada udziały warte 14,3 mln zł. Dzieli z nimi także m.in. udziały w Green Energy Europe i współzarządza Instytutem Bankowym Szkoleń i Konsultingu (spółka z ograniczoną odpowiedzialnością założona w 2010 przy wsparciu prezesa Polskiej Agencji Rozwoju Przedsiębiorczości w wysokości 204,5 tys. zł, należąca w całości do grupy kapitałowej Business Consulting Group).
W październiku 2021 Zawisza został wybrany prezesem zarządu Unii Producentów i Pracodawców Przemysłu Biogazowego (UPEBBI), której wiceprezesem był od założenia związku w 2012. UPEBBI reprezentuje m.in. od 2021 interesy Orlenu Południe SA, spółki zależnej grupy kapitałowej Orlen. Wiceprezesami zarządu pod przewodnictwem Zawiszy zostali Beata Matecka i na krótko Tomasz Nowakowski (ur. 1981), ówczesny prezes zarządu Orlenu Południe (2021–2022), wcześniej wiceprezes (2017–2019) i prezes (2019–2021) Agencji Restrukturyzacji i Modernizacji Rolnictwa, największej agencji płatniczej rozporządzającej wspólnymi środkami w skali UE. Z inicjatywy UPEBBI powstaje w Jabłoniu na Lubelszczyźnie branżowe centrum umiejętności w dziedzinie bioenergetyki, na które Fundacja Rozwoju Systemu Edukacji przeznaczyła 12 mln zł.
1 grudnia 2023 na V Forum Biogazu i Biometanu w Warszawie Zawisza wręczył odchodzącemu ministrowi rolnictwa i rozwoju wsi Januszowi Kowalskiemu nagrodę „Ambasador Biogazu” w dowód uznania jego zasług dla „sprawnego, zdecydowanego i dynamicznego” przeprowadzenia „Ustawy z dnia 13 lipca 2023 r. o ułatwieniach w przygotowaniu i realizacji inwestycji w zakresie biogazowni rolniczych, a także ich funkcjonowaniu” (Dz.U. z 2023 r. poz. 1597). Przyjmując wyróżnienie Kowalski przypomniał „niełatwe” rozmowy z Ministerstwem Klimatu i Środowiska i wyraził nadzieję, że w ciągu roku liczba biogazowni w Polsce zostanie podwojona.

## Życie prywatne
Ma dwie córki, Martę i Magdalenę, i syna Wojciecha.

## Kontrowersje
Zarząd Green Energy przejął w 2010 kontrolę nad spółką Lubelskie Biogazownie, której miał dostarczyć kapitał na wkład własny (8 mln zł) w inwestycję dotowaną w kwocie 20 mln zł z Narodowego Funduszu Ochrony Środowiska i Gospodarki Wodnej, powołując nowe kierownictwo tej spółki bez zgody jej właścicieli, rodziny Maciejewskich. Sąd Apelacyjny w Warszawie unieważnił wymianę kierownictwa w 2016, nie stwierdzając przestępstwa.
W kwietniu 2016 Zawisza został skazany za jazdę pod wpływem alkoholu na 3-letni zakaz prowadzenia pojazdów mechanicznych, grzywnę i nawiązkę na cel społeczny. W styczniu 2017 Sąd Okręgowy w Lublinie podtrzymał w apelacji ten wyrok.
25 października 2019, jadąc bez uprawnień, potrącił rowerzystkę, która w wyniku zderzenia doznała złamania barku i zmiażdżenia kolana. Jeszcze tego samego dnia ponownie został zatrzymany za jazdę bez uprawnień (zauważył i rozpoznał go świadek). Swoje postępowanie Artur Zawisza tłumaczył tym, że jako jedyny żywiciel rodziny prowadził samochód w stanie wyższej konieczności. W czerwcu 2020 Prokuratura Rejonowa Warszawa-Mokotów przedstawiła mu w tej sprawie zarzuty karne. 21 grudnia 2021 Sąd Rejonowy dla Warszawy Mokotowa skazał polityka na karę 10 miesięcy pozbawienia wolności z warunkowym zawieszeniem wykonania kary na trzy lata, zakaz prowadzenia pojazdów na okres dwóch lat, grzywnę w wysokości 5 tys. zł oraz zadośćuczynienie dla poszkodowanej rowerzystki w wysokości 60 tysięcy zł. 22 kwietnia 2023 stacja TVN24 wyemitowała materiał będący wynikiem dziennikarskiego śledztwa Bertolda Kittela, który wykazał, że Artur Zawisza nie stosuje się do zakazu prowadzenia pojazdów i regularnie kieruje samochodem. 6 kwietnia 2023 w Sądzie Rejonowym dla Warszawy Mokotowa zostało wydane zarządzenie o wszczęciu z urzędu postępowania w przedmiocie wykonania kary pozbawienia wolności orzeczonej wobec polityka wyrokiem z 21 grudnia 2021.
1 czerwca 2021 Zawisza wziął udział w demonstracji poparcia dla Janusza Walusia, skazanego w RPA za zabójstwo polityczne w obronie apartheidu, pod ambasadą RPA w Warszawie. W swoim wystąpieniu określił Walusia „bohaterem całej cywilizacji europejskiej”. We wrześniu 2021 prokurator Maciej Młynarczyk z Prokuratury Rejonowej Warszawa-Praga Północ postawił Zawiszy zarzut publicznego pochwalania przemocy motywowanej przynależnością polityczną ofiary. Prokuratura Okręgowa Warszawa-Praga, kierowana przez Łukasza Osińskiego, odebrała jednak śledztwo Młynarczykowi i przekazała je – podobnie jak inne sprawy o przestępstwa z nienawiści w tym samym okresie – do Prokuratury Rejonowej Praga-Południe, gdzie 21 grudnia prokurator Ewa Prostak umorzyła dochodzenie, stwierdzając brak znamion czynu zabronionego w wypowiedzi Zawiszy. Zgodnie z uzasadnieniem decyzji wydanym przez Prokuraturę Rejonową Praga-Południe, słowa Zawiszy „stanowią [...] jedynie polemikę na temat zabójstwa Chrisa Haniego, prezentują rys historyczny tamtych wydarzeń, przypominają, kim był Chris Hani, i przedstawiają Janusza Walusia jako osobę działającą na rzecz obywateli RPA, chcącą ratować przybraną ojczyznę przed koszmarem, złem i zbrodniami komunizmu”.
W kwietniu 2025 roku Gazeta Wyborcza podała, że Artur Zawisza znajduje się na liście osób mogących brać udział w szerzeniu rosyjskiej dezinformacji w Polsce, przekazanej ABW przez Komisję ds badania wpływów rosyjskich i białoruskich w latach 2004-2024 w rządzie Donalda Tuska.